# Aroostook
Aroostook è un villaggio del Canada, situato nella provincia del Nuovo Brunswick.